# Emir Kir
Pour les articles homonymes, voir KIR.
Emir (Erdal) Kir est un homme politique belge, né à Charleroi le 17 octobre 1968. Il a été secrétaire d'État au gouvernement bruxellois et est bourgmestre de Saint-Josse-ten-Noode depuis le 7 décembre 2012. Il était membre du Parti socialiste jusqu'à ce qu'il soit expulsé du parti en janvier 2020 après des contacts avec l'extrême droite turque.

## Biographie
Emir Kir est fils d'immigrés turcs, arrivés dans les années 1960 pour travailler à la mine. C'est en 1995 qu'il rejoint les rangs du Parti socialiste, d'une part en référence à son père ouvrier et d'autre part impressionné par le charisme, l'ouverture et l'engagement de Guy Cudell (bourgmestre de Saint-Josse-ten-Noode pendant pas moins de cinquante ans).
Il se présentera faussement comme « licencié en sciences politiques » avant qu'un journaliste ne révèle qu'il a menti puisqu'il n’avait pas déposé son mémoire de fin d’études. Il n'était que candidat,.
Il sera échevin des Affaires sociales et de l'Instruction publique de 2000 à 2004, secrétaire d'État bruxellois en 2004 avant de devenir bourgmestre de Saint-Josse en 2012. Il est député fédéral depuis 2014.
Le 18 janvier 2020, il est exclu du Parti socialiste pour sa proximité avec des membres de l'extrême droite turque.
Il était considéré comme une machine à voix du parti,. De gros scores qui s'expliquent par des menaces et intimidations, l'envoi de courriers ciblés,et la distribution de tracts, en langue turque au contenu adapté et orienté,,, allant parfois jusqu'à bousculer les autres candidats de sa propre liste et des dépenses électorales pas toujours transparentes,,.

## Secrétaire d'État à la Propreté publique
Obtenant le 2e meilleur score aux élections communales en 2000, Emir Kir devient échevin des Affaires sociales et de l'Instruction publique à Saint-Josse-ten-Noode.
En 2004, il quitte son poste d'échevin pour devenir secrétaire d'État à la Propreté publique dans le gouvernement bruxellois. Un poste qu'il occupera pendant deux législatures. 
En 2006, lors des élections communales, il fait plus de voix que le bourgmestre Jean Demannez mais ne revendique (pas encore) le maïorat puisqu'il est secrétaire d'État au gouvernement bruxellois. Il le restera à la suite des élections régionales de 2009 mais quittera cette fonction en pleine législature.
Sa gestion chaotique de la fête du sacrifice à plusieurs reprises lui avait valu de nombreuses pétitions l'appelant à la démission et donnant l'occasion à plusieurs interpellations d'élus au parlement bruxellois. Il avait lui-même parlé de « fiasco » et présentera des excuses publiquement pour sa gestion désastreuse des centres d'abattage, mis en place avec la collaboration de l'Executif des Musulmans de Belgique et du personnel incompétent recruté, comme le très controversé vice-président à cette époque Kissi Benjelloun,,,. L'information avait même été reprise par le Wall Street Journal. C'est d'ailleurs depuis les images de ce carnage, notamment en 2006, que la campagne de Gaia contre le sacrifice des moutons durant cette fête religieuse débutera et ne fera que s'intensifier, année après année.

## Bourgmestre de Saint-Josse-ten-Noode
Lors des élections communales du 14 octobre 2012, Emir Kir obtient de nouveau le plus grand nombre de voix de préférence, supérieur à celui de la tête de liste Jean Demannez. Emir Kir revendique le maïorat, qu'il obtiendra à la suite de négociations houleuses, devenant ainsi le premier maïeur d'origine turque dans la partie francophone du pays. Il devra néanmoins quitter son poste de secrétaire d'État dans le gouvernement bruxellois.
En novembre 2013, il se fera remarquer avec l'expulsion manu militari de squatteurs, d'enfants et leurs familles d'un ancien couvent, le Gesu, qu'ils occupaient à titre précaire.
Lors des élections communales de 2018, il est réélu à la suite d'une campagne électorale faite de menaces contre des candidats, des insultes et des tentatives de fraude dans les bureaux de vote, au moyen de fausses procurations entre autres.

## Député fédéral
Emir Kir rentre définitivement dans la catégorie des poids lourds bruxellois aux élections de 2014 en obtenant 18 000 voix. Il se met déjà à constituer un cabinet avant même l'annonce du verdict des négociations. Ministrable, il ne sera finalement pas ministre, ni au Fédéral, ni à la Région. Mais à la Chambre, on parle aussi génocide arménien. Et lorsque le Parlement observe une minute de silence en mémoire des victimes, Emir Kir est absent.
Son parti devra d'ailleurs, à plusieurs reprises, gérer ses dérapages comme lorsqu'il ira comparer la Belgique au régime nazi, une manifestation des Kurdes sera comparée à Daesh et il se rebellera contre la police dans un avion lorsque des agents procéderont à une expulsion.

## Négation du génocide arménien
Le 29 mai 2003, Emir Kir accorde une interview au journaliste indépendant Mehmet Koksal portant sur les élections législatives du 18 mai. Dans son compte rendu, le journaliste met en avant que la campagne auprès de la population turque n'a pas été centrée sur le programme des candidats mais a plus abordé des sujets polémiques tels que notamment « le monument à la mémoire du génocide arménien à Ixelles ». Au cours de l'interview, Mehmet Koksal demande une précision relative au monument commémoratif. Emir Kir lui précise : « Le monument sur... le prétendu génocide arménien et... » ce que le journaliste souligne immédiatement : « Prétendu, je note. Je peux dire que vous n’êtes pas d’accord sur le terme alors ? » et Emir Kir de répondre : « Oui, je ne suis pas d’accord sur le terme (...). » Après s'être expliqué sur le fait qu'on l'accuse à tort dans les milieux turcs d'être pro-arménien, Emir Kir renchérit : « [Les partis politiques] tendent tous à reconnaître qu’il s’agit du premier génocide du siècle. Vous savez, il faut comprendre les difficultés qu’on a rencontrées, comme immigré, durant notre enfance en Belgique. Je me souviens par exemple dans les manuels scolaires et à l’école, les profs commençaient toujours la leçon d’histoire sur le sujet en disant que c’était le premier génocide du siècle perpétré par les Ottomans et si vous n’étiez pas d’accord ou que vous aviez d’autres arguments, on ne vous donnait pas vos points tout simplement... ».
Le 29 mai 2004, Emir Kir participe avec plusieurs autres élus d'origine turque à une manifestation où on peut lire des pancartes appelant notamment « au rejet des affirmations sur le génocide ». Les faits sont dénoncés par Mehmet Koksal et Pierre-Yves Lambert sur leur site suffrage-universel, où ils l'accusent notamment d'être « négationniste ». En novembre, Emir Kir intente une action au civil contre les animateurs du site, qu'il accuse de mener une « campagne de désinformation à son égard » et pour que soit stoppée toute association du mot « négationniste » à sa personne. Il affirme à la Dernière Heure que c'est « à chaque État à assumer son passé et à faire la lumière sur cette page tragique de son histoire. Et c'est aux historiens, sous l'égide d'une commission indépendante, à faire la lumière sur cette question. En ce qui me concerne, je condamne tous les massacres perpétrés durant cette période tant vis-à-vis des Arméniens que vis-à-vis des Turcs ». Il affirme également que le mot d'ordre de la manifestation était l'adhésion de la Turquie à l'Europe.
Un jugement intervient au bout d'un an et rejette sa demande en reconnaissant la prudence et le caractère non diffamant des enquêtes menées par ses détracteurs. « Le tribunal constate dès lors que la position de monsieur Kir consistant à refuser de qualifier de génocide le massacre et la déportation des Arméniens par l'Empire ottoman en 1915-1916 [...] revient dans les faits à la nier ». Emir Kir annonce alors son intention de faire appel du jugement, tandis que l'opposition libérale lui demande de se mettre en congé le temps que durera la procédure. En novembre 2006, intervient un nouveau développement autour d'une pétition demandant la suppression d'un monument érigé en mémoire des massacres des arméniens, pétition qu'Emir Kir aurait signé, ce dont il dit ne pas se souvenir. En juillet 2007, Emir Kir décide de retirer sa plainte, déclarant que le débat autour de cette procédure « ... apparaît comme complètement stérile, très éloigné des préoccupations qui sont les miennes en tant que secrétaire d'État bruxellois… ».
La polémique est relancée en avril 2015, lorsque la Chambre des représentants organise une minute de silence à l'occasion de la commémoration des cent ans du génocide arménien. Emir Kir s'absente lors de cette séance. À la suite de cela, Gricha Safarian, licencié en sciences politiques et relations internationales de l'ULB, dénoncera son « négationnisme » et l'accusera de mener un « combat perdu », visant à flatter la communauté turque. Il est rappelé à l'ordre par le PS le 6 mai 2015, où il refuse toujours de reconnaître le génocide arménien, préférant pour sa part évoquer une « tragédie humaine ». Le 24 juillet 2015, Emir Kir approuve toutefois la résolution sur le génocide arménien.

## Exclusion du Parti socialiste
Le 18 janvier 2020, Emir Kir est exclu du Parti socialiste. La commission de vigilance du PS bruxellois lui inflige la plus lourde sanction, l’exclusion, jugeant que le bourgmestre de Saint-Josse est fautif d’avoir reçu, le 4 décembre 2019, une délégation de maires turcs, parmi lesquels deux élus MHP (extrême droite). « La commission de vigilance fédérale a conclu que la rupture du cordon sanitaire avec un parti d’extrême droite était incompatible avec la qualité de membre du PS », précise, dans un communiqué, la Fédération bruxelloise du PS, qui « a pris acte de la décision ». Le Luxemburger Wort juge que l'affaire Emir Kir met le Parti socialiste en porte-à-faux avec une partie de son électorat. Le bourgmestre de Saint-Josse estime lui, « être victime d’un lynchage raciste et turcophobe ».

## Décorations
- Commandeur de l'ordre de Léopold II[57]